# KIDS BLUE
『KIDS BLUE』（キッズ・ブルー）は、中村あゆみ6枚目のスタジオ・アルバム。1989年6月24日発売。発売元は、マイカルハミングバード。

## 解説
先行シングル「ともだち」のヒットにより前作、『INNOCENT TEARS』より売上は大きく上回った。1989年7月3日付オリコンでの初動枚数は約12万枚で、中村のアルバム史上最も多い数字。初回盤CDは三方背BOX仕様。

## 収録曲
作詞 作曲 中村あゆみ
1. メインストリート（6:31）
  - 編曲 中村あゆみ・古村敏比古
  - 13枚目のシングル。本人出演「'89カナダドライジンジャーエール」CMソング
2. ペーパーソルジャー（4:18）
  - 作曲 TAI&花崎雅芳 編曲 古村敏比古
3. ともだち（4:28）
  - 編曲 古村敏比古
  - 12枚目のシングル。本人出演「'89カナダドライジンジャーエール」CMソング
4. HAPPY BIRTHDAY FOR YOU（5:09）
  - 作曲 古村敏比古 編曲 梁邦彦・古村敏比古
5. 夕暮れに抱きしめて（5:33）
  - 編曲 梁邦彦・古村敏比古
6. STREET FIGHTING BAND（5:08）
  - 編曲 鎌田ジョージ
7. I DON'T LIKE MONDAY（神様どうか時間を止めて下さい）（3:56）
  - 作曲・編曲 古村敏比古
8. Only You <Remix Version>（5:06）
  - 作曲・編曲 古村敏比古
  - 11枚目のシングル
9. SAYAKA'S BOY（4:33）
  - 作曲・編曲 板倉雅一
10. LONELY BLUE（5:22）
  - 作曲 古村敏比古 編曲 梁邦彦・古村敏比古
11. TO THE MAIN STREET <Instrumental>（1:29）